# Buissy
Buissy è un comune francese di 243 abitanti situato nel dipartimento del Passo di Calais nella regione dell'Alta Francia.

## Storia

### Simboli
Lo stemma comunale riprende il blasone dell'antica famiglia de Buissy.

## Società

### Evoluzione demografica
Abitanti censiti